# Häfeli DH-3
L'Häfeli DH-3 era un monomotore da ricognizione biplano sviluppato dall'azienda svizzera Eidgenössischen Konstruktionswerkstätten (EKW) negli anni dieci del XX secolo.
Progettato dall'ingegnere August Häfeli come sviluppo del precedente Häfeli DH-2, fu adottato dalle Forze aeree svizzere rimanendo in servizio fino ai tardi anni trenta. Inoltre prestò servizio di posta aerea, il primo in territorio svizzero, dal 1919.

## Impiego operativo

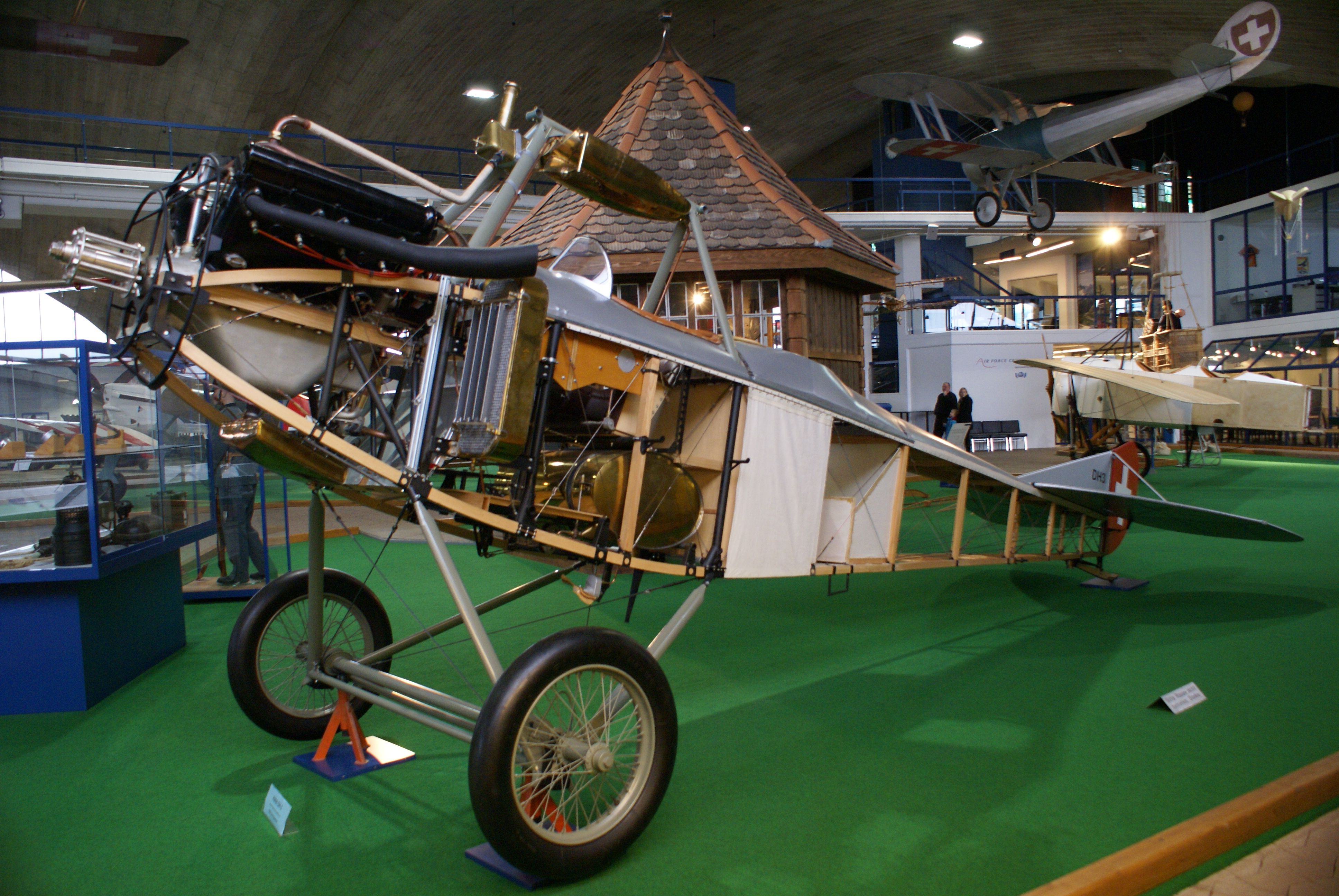
La replica del DH-3 esposta presso il Flieger-Flab-Museum di Dübendorf.

Il DH.3 andò ad affiancare e progressivamente a sostituire i modelli da ricognizione, tra cui il precedente DH.2, in servizio nei reparti delle Forze aeree svizzere. Venne inoltre impiegato nel ruolo di aereo da addestramento e collegamento. Fu un modello particolarmente longevo in quanto rimase operativo fino al 1939, anno in cui venne radiato l'ultimo esemplare.
In data 8 gennaio 1919 un DH.3 inaugurò il primo servizio di posta aerea della Svizzera coprendo la tratta tra Zurigo e Berna, operando fino al 1923.

## Versioni
DH-3
prima versione avviata alla produzione in serie, equipaggiata con un motore 6 cilindri in linea Argus As II e realizzata in 24 esemplari.
DH-3a
primo sviluppo, versione equipaggiata con un motore 8 cilindri a V Hispano-Suiza HS-41 8Aa, quattro esemplari ordinati nel 1919. Un secondo ordine per 30 esemplari venne emesso nel 1919 con motori prodotti su licenza, completato da un terzo ordine per 49 esemplari emesso nel 1925. Gli esemplari ancora in condizioni di volo vennero modificati a Thun nel 1932, modificando la velatura equipaggiandola con alette Handley Page su bordo d'attacco alare e la cellula per permettere ai membri dell'equipaggio di indossare i paracadute.
DH-3b
designazione dei tre esemplari realizzati nel 1918 equipaggiati con motori di produzione svizzera, gli LFW 0 da 150 hp (112 kW) sviluppati dalla Schweizerische Lokomotiv- und Maschinenfabrik.

## Utilizzatori

### Civili
Svizzera
- Ad Astra Aero

operò con un esemplare marche CH 172 dal 1927.

### Militari
Svizzera
- Forze aeree svizzere